# Niedersachsen
Niedersachsen (formellt Land Niedersachsen) är ett förbundsland i förbundsrepubliken Tyskland. Niedersachsen är den till ytan efter Bayern näst största av de tyska förbundsländerna och är belägen i förbundsrepublikens nordvästra hörn. Förbundslandet bildades efter andra världskriget av tidigare tyska provinser som ingick i den brittiska ockupationszonen, varav de största var Provinsen Hannover, Fristaten Braunschweig och Fristaten Oldenburg. Niedersachsen har cirka åtta miljoner invånare och en areal som uppgår till omkring 47 600 kvadratkilometer. Huvudstad är Hannover. Även Hamburg och Bremen, som dock båda utgör självständiga förbundsländer, är viktiga storstadsregioner i området.

## Historia

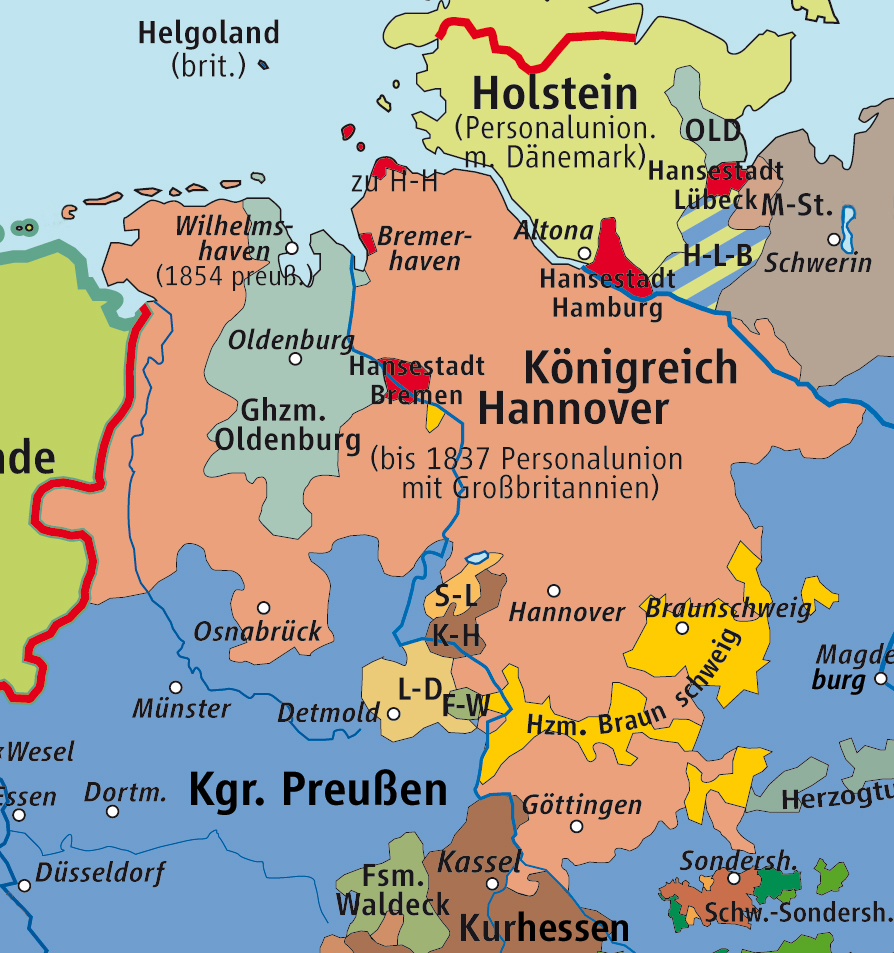
På 1800-talet bestod nuvarande Niedersachsen av Kungariket Hannover, Hertigdömet Braunschweig, Storhertigdömet Oldenburg och Furstendömet Schaumburg-Lippe.

Namnet Niedersachsen härstammar från den germanska folkstammen saxare som levde i det som är nuvarande nordvästra Tyskland. Det gamla saxiska landet började kallas ”nedre Sachsen” (tyska Niedersachsen), för att skilja det från de områden i mellersta Tyskland som med tiden kom att kallas Sachsen (Kurfurstendömet Sachsen) eller ”övre Sachsen” (Obersachsen). Både Nieder- och Obersachsen var delar av det tysk-romerska riket.
Niedersachsen bestod av ett flertal olika mindre furstendömen, hertigdömen, grevskap och biskopsdömen (se kartan till vänster). Kärnområdet utgjordes länge av Kurfurstendömet Braunschweig-Lüneburg, senare Kungariket Hannover, som hade starka band till England. 1866 annekterades kungariket Hannover och ombildades till den preussiska provinsen Hannover.
Det nuvarande förbundslandet Niedersachsen bildades efter Nazitysklands nederlag i andra världskriget, då Storbritannien ockuperade nordvästra delen av Tyskland. I den södra delen av den brittiska ockupationszonen bildades 1946 Nordrhein-Westfalen och i den norra delen ombildades den preussiska provinsen Hannover till "Land Hannover". Den 23 november samma år slogs Land Hannover samman med större delen av fristaten Braunschweig (utom Calvörde och Blankenburg), fristaten Oldenburg (utom exklaven Birkenfeld) och fristaten Schaumburg-Lippe för att bilda förbundslandet Niedersachsen och i december sammanträdde Niedersachsens lantdag för första gången.

## Flagga och vapen
Niedersachsens vapen antogs den 3 april 1951 och är en vit sachsenspringare mot röd bakgrund, vilket är en gammal sachsisk symbol som förekommit i Westfalens, Hannovers och Braunschweigs vapen. Delstatsflaggan består av den tyska trikoloren prydd med delstatens vapen och antogs först 1952.

## Geografi
Niedersachsen är beläget i norra Tyskland. Delstaten sträcker sig från Nordsjökusten och floden Elbe i norr till bergsområdet Harz i sydost. Nordöstra och västra Niedersachsen ligger på det Nordtyska låglandet. I nordost, bland annat runt Lüneburgheden, dominerar sandjord och landskapstypen geest. I övrigt präglas delstaten av bördig jordbruksmark. Vid Nordsjökusten finns områden med marskland.
Bland Niedersachsens viktigaste floder kan Ems, Weser, Aller och Elbe nämnas. Delstatens högsta berg är Wurmberg (971 meter över havet) i Harz. Det lägst belägna området är Freepsum i Krummhörn i Ostfriesland (2,5 meter under havsnivån).
Niedersachsens centrala delar vad gäller bosättning, näringsliv och infrastruktur är runt städerna Stadthagen, Hannover, Celle, Braunschweig, Wolfsburg, Hildesheim och Salzgitter.

### Administrativ indelning
Niedersachsen indelas i Kreise (distrikt) och Kreisfreie Städte (distriktsfria städer). Före 2005 var delstaten dessutom indelad i fyra Regierungsbezirke (regeringsdistrikt). Det finns sju kommuner som är stora självständiga städer – ett mellanting mellan att vara en del av en Kreis och en kreisfreie Stadt. 

### Distrikt
| 1. Landkreis Ammerland 2. Landkreis Aurich 3. Landkreis Grafschaft Bentheim 4. Landkreis Celle 5. Landkreis Cloppenburg 6. Landkreis Cuxhaven 7. Landkreis Diepholz 8. Landkreis Emsland 9. Landkreis Friesland 10. Landkreis Gifhorn 11. Landkreis Goslar 12. Landkreis Göttingen 13. Landkreis Hameln-Pyrmont | 1. Region Hannover 2. Landkreis Harburg 3. Landkreis Helmstedt 4. Landkreis Hildesheim 5. Landkreis Holzminden 6. Landkreis Leer 7. Landkreis Lüchow-Dannenberg 8. Landkreis Lüneburg 9. Landkreis Nienburg/Weser 10. Landkreis Northeim 11. Landkreis Oldenburg 12. Landkreis Osnabrück 13. Landkreis Osterholz | 1. Landkreis Osterode am Harz, sedan 2016 en del av Landkreis Göttingen 2. Landkreis Peine 3. Landkreis Rotenburg 4. Landkreis Schaumburg 5. Landkreis Heidekreis 6. Landkreis Stade 7. Landkreis Uelzen 8. Landkreis Vechta 9. Landkreis Verden 10. Landkreis Wesermarsch 11. Landkreis Wittmund 12. Landkreis Wolfenbüttel |

### Distriktsfria städer

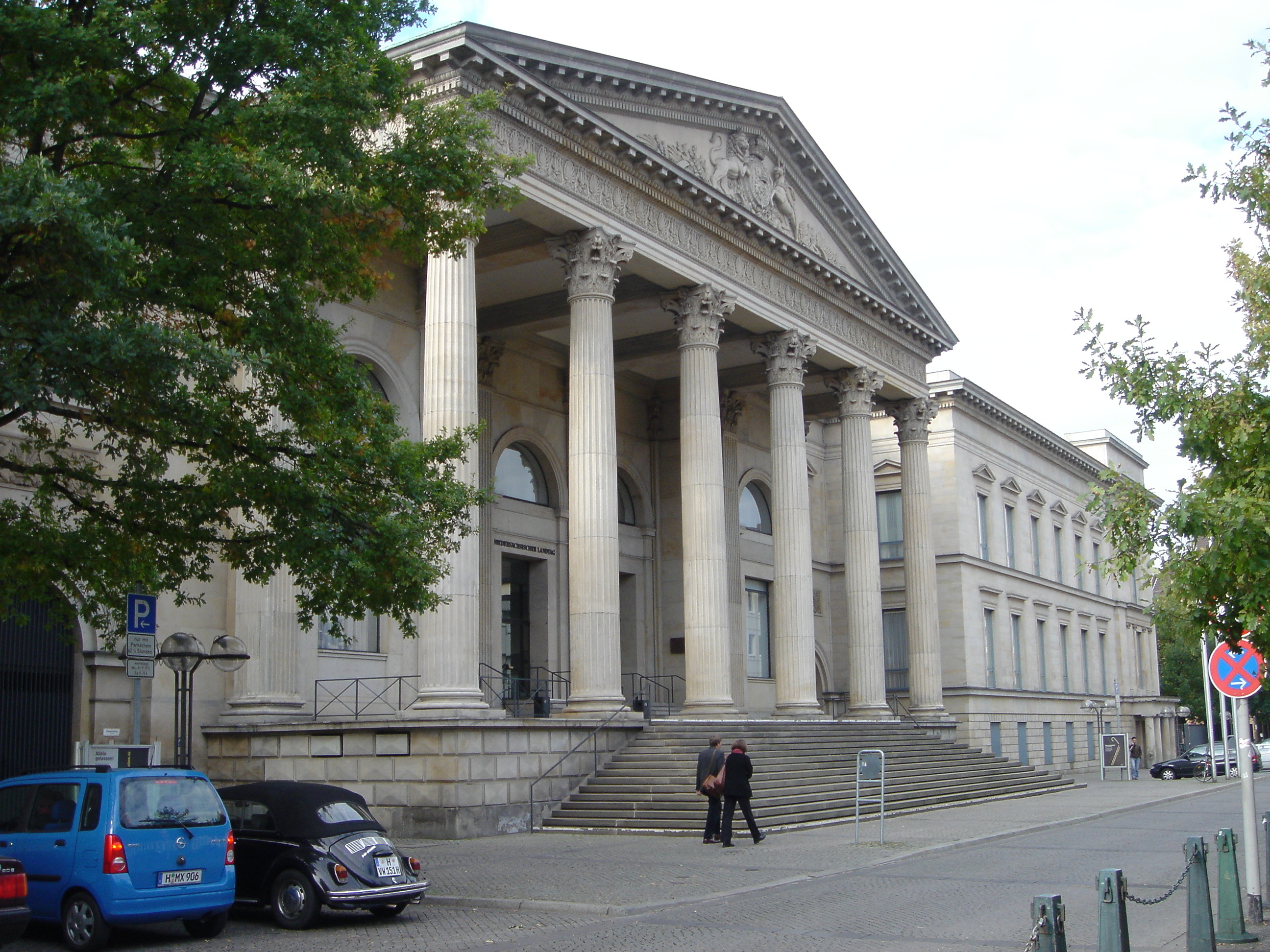
Lantdagen har sitt säte i Leineschloss i Hannover.

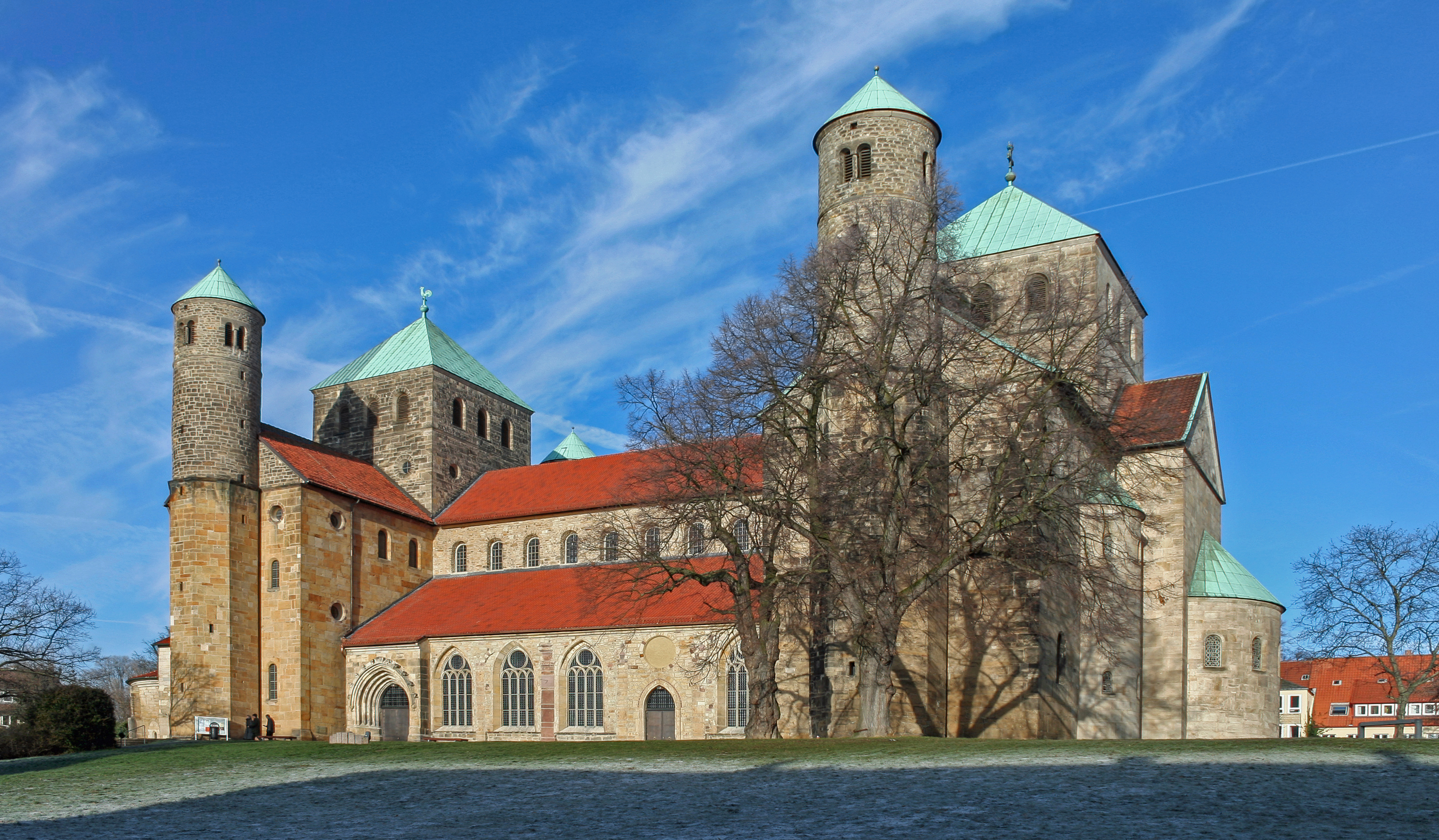
Mikaelikyrkan i Hildesheim är en av de praktfullaste tyska kyrkorna i romansk stil.

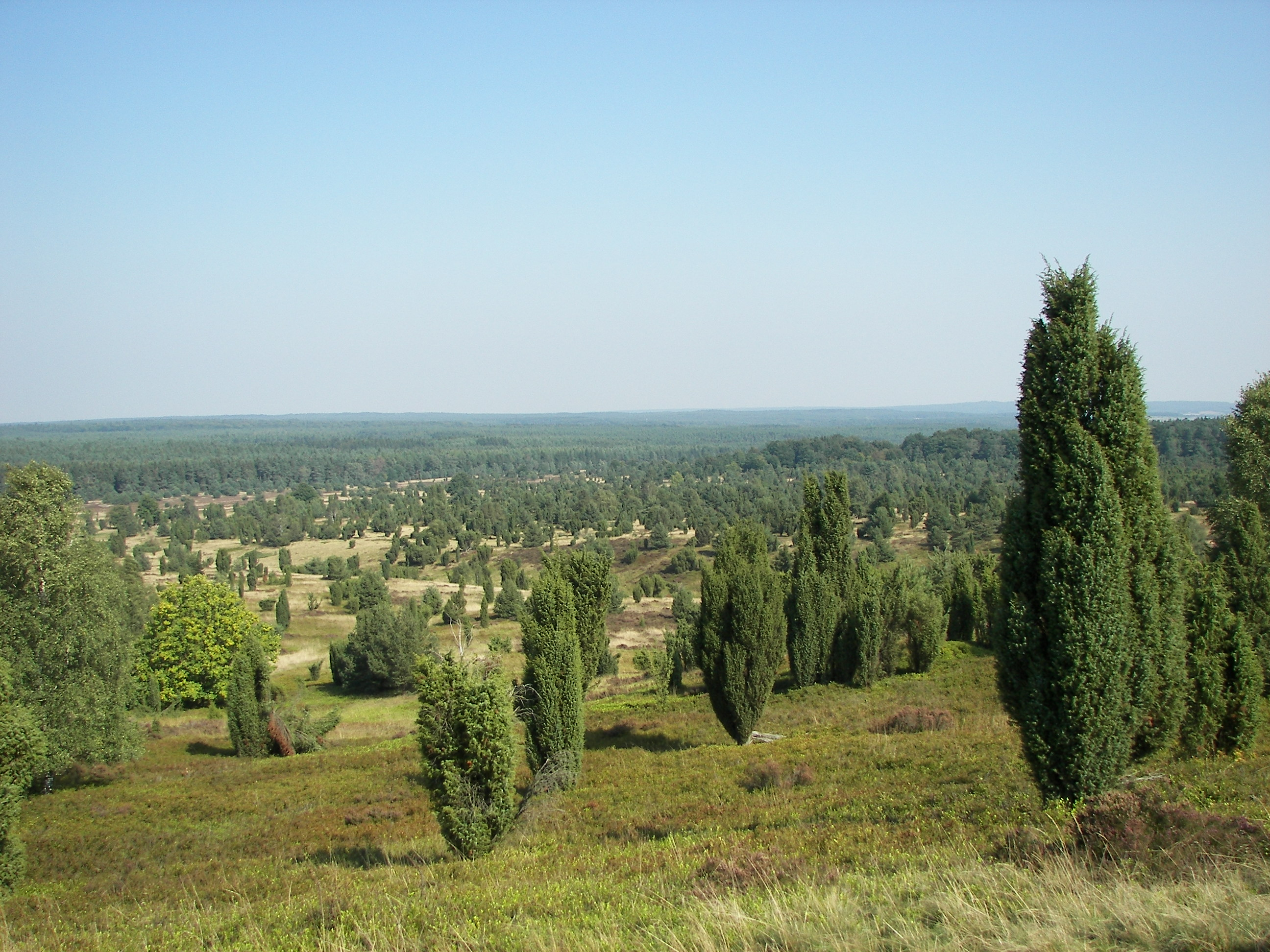
Lüneburgheden är ett hedområde i Niedersachsen

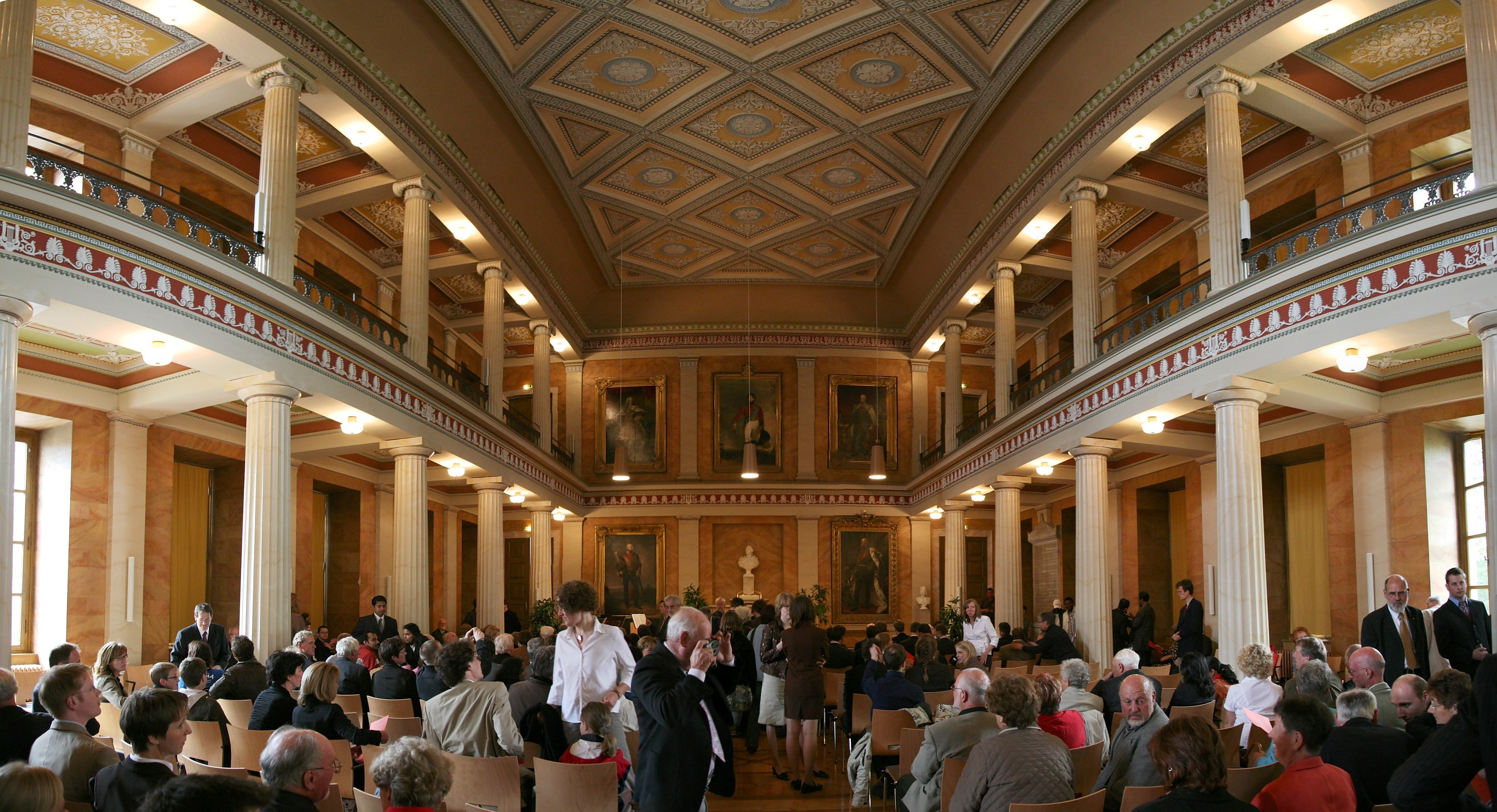
Ett av Niedersachsens mest kända universitet är Georg-August-Universität i Göttingen

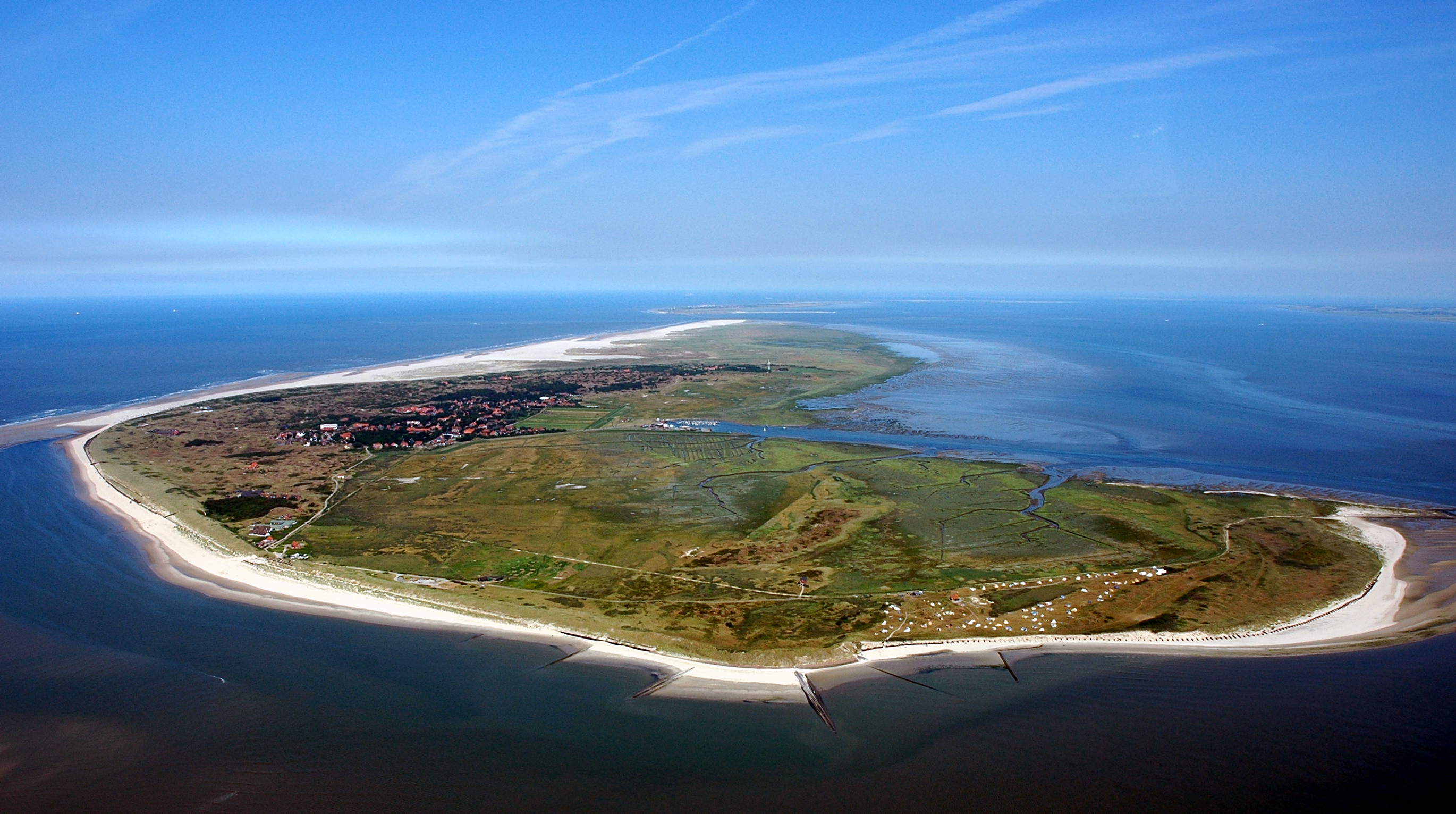
Spiekeroog är en av de Ostfrisiska öarna vid Nordsjökusten där turismen är en viktig näringsgren.

- Braunschweig
- Delmenhorst
- Emden
- Oldenburg
- Osnabrück
- Salzgitter
- Wilhelmshaven
- Wolfsburg

## Näringsliv
Niedersachens ekonomi vilar i stor utsträckning på industri och då främst på Volkswagenwerk i Wolfsburg och stålindustri runt Salzgitter och Peine. Även jordbruket är av vikt och vid Nordsjökusten finns flera viktiga hamnar. I Hannover anordnas olika handelsmässor, bland annat CeBIT som är världens största IT-mässa. Det finns tre kärnkraftverk i Niedersachsen och framför allt vid kusten finns ett stort antal vindkraftverk.
Turismen spelar en viktig roll för näringslivet vid kusten, särskilt i Ostfriesland och runt Cuxhaven. Även i inlandet finns områden som är viktiga för besöksnäringen, bland annat bergsområdet Harz, hedområdet Lüneburgheden och gamla historiska städer som till exempel Celle, Osnabrück och Hildesheim. 
När det gäller högskoleutbildning är framför allt universiteten i Göttingen, Hannover och Braunschweig viktiga. Göttingens universitet (Georg-August-Universität Göttingen) är ett av Tysklands mest renommerade.

## Infrastruktur
Genom Niedersachsen går många järnvägslinjer och motorvägar, bland andra motorvägarna A1, A2, A7, A27, A28, A30, A31 och A39. Största flygplats i Niedersachsen är Flughafen Hannover-Langenhagen.
Niedersachsen är genomkorsat av ett stort antal vattendrag av vilka Weser är det största och också den längsta floden som är helt inom Tyskland – 477 kilometer. (Jämför med Ume älv, som är 460 kilometer lång.) De största biflödena till Weser är Fulda, Werra och Aller. På grund av Wesers förhållandevis långsamma lopp genom landskapet är den mycket slingrande och ger därigenom upphov till ett turistiskt vackert landskap. Vid staden Minden korsas Weser på en akvedukt av Mittellandkanalen, som sammanbinder Rhen med Elbe.
De största hamnarna finns i Wilhelmshaven, Nordenham, Emden, Cuxhaven och Brake.

## Språk
Officiellt språk (Amtssprache) i Niedersachsen är tyska. Minoritetsspråket saterfrisiska och regionalspråket lågtyska (plattyska) skyddas enligt Europarådets stadga om landsdels- eller minoritetsspråk. I dag talas framför allt standardspråket högtyska i Niedersachsen, men fram till 1800-talet användes högtyskan främst som skriftspråk. De lågtyska varieteterna talas främst i Ostfriesland, där det frisiska språket i stort sett har dött ut, utom i Saterland.